# بتسگنرایت
بتسگنرایت (به آلمانی: Bezgenriet) یک منطقهٔ مسکونی در آلمان است که در گپینگن واقع شده‌است. بتسگنرایت ۱٬۵۷۲ نفر جمعیت دارد.